# Landeshauptmann
Um Landeshauptmann (ou uma Landeshauptfrau) é o presidente do Governo dum estado (Land) na Áustria e Tirol Meridional.
O plural é Landeshauptmänner (masculino), Landeshauptfrauen (feminino) ou Landeshauptleute (neutro).

## Os Landeshauptleute dos Landes da Áustria e de Tirol Meridional
| Bundesland       | Name                 | Partei |
| ---------------- | -------------------- | ------ |
| Viena            | Michael Häupl        | SPÖ    |
| Burgenland       | Hans Niessl          | SPÖ    |
| Steiermark       | Franz Voves          | SPÖ    |
| Niederösterreich | Johanna Mikl-Leitner | ÖVP    |
| Oberösterreich   | Josef Pühringer      | ÖVP    |
| Kärnten          | Peter Kaiser         | SPÖ    |
| Salzburgo        | Gabi Burgstaller     | SPÖ    |
| Tirol            | Günther Platter      | ÖVP    |
| Tirol Meridional | Luis Durnwalder      | SVP    |
| Vorarlberg       | Markus Wallner       | ÖVP    |